# Aarmunt
De aarmunt (Mentha spicata) of groene munt is een sterk geurende, vaste plant die behoort tot de lipbloemenfamilie (Lamiaceae). De plant is vaak verwilderd en komt van nature voor in Midden- en Zuid-Europa. De pepermunt (Mentha ×piperata) is ontstaan uit een kruising van de watermunt (Mentha aquatica) met de aarmunt.
Aarmunt wordt als keukenkruid en voor kruidenthee gebruikt. 
De uitlopersvormende plant wordt 30-80 cm hoog. De 5-9 × 1,5-3 cm grote bladeren zijn afgerond tot hartvormig.
De aarmunt bloeit van juli tot september met roze-violette of witte, 2,5-3 mm grote bloemen. De bloemen zijn gerangschikt in twee schijnkransen.
De vrucht is een vierdelige splitvrucht.

## Inhoudstoffen
De bladeren van de aarmunt bevatten talrijke etherische oliën, waarvan de belangrijkste carvon is, dat ook in karwij voorkomt. Er zit bij deze soort echter maar weinig menthol in de bladeren. Na de bloei is de plant niet meer bruikbaar als keukenkruid of voor medicinaal gebruik door afname van het gehalte aan gewenste inhoudstoffen.

## Gebruik

### Muntthee
Aarmunt wordt gebruikt voor de bereiding van (kruiden)thee. Er zijn in grote lijnen twee soorten muntthee: een kruidenthee (tisane, infusie) met munt als hoofdingrediënt, en echte thee waar muntbladeren aan worden toegevoegd.
In (Noord-)Afrika wordt thee van of met aarmunt als teken van gastvrijheid gezien. De thee is verfrissend en maagzuiverend. De basis van deze muntthee is hete Chinese groene thee (gunpowder) waaraan gekneusde muntbladeren worden toegevoegd. De cultivar Mentha spicata 'Nana' heeft een zuiver, prikkelend, maar mild aroma. 
Aarmunt is een ingrediënt voor de Toearegthee. De ingrediënten worden in verschillende stappen met elkaar vermengd om de juiste smaak te bereiken. 
In Nederland wordt "Marokkaanse muntthee" op de markt gebracht, niet met de traditionele verse munt, groene thee en suiker, maar in zakjes met gedroogde munt, zwarte thee en zoethout.
In de Nederlandse horeca wordt steeds vaker muntthee aangeboden die bestaat uit heet water met verse muntbladeren in een groot glas (dus een kruidenthee), eventueel met honing als zoetstof.

### Keukenkruid en industrieel ingrediënt
De aarmunt wordt gebruikt voor het garneren van dranken, (fruit)salades en groenten. Verder wordt het gebruikt in soepen en gehakt. Het is ook een ingrediënt van het streekgerecht kruudmoes.
In de levensmiddelenindustrie wordt de aarmunt gebruikt voor het kruiden van vleesgerechten, kruidendranken, consumptie-ijs, zoet- en bakwaren en kauwgom. Daarnaast wordt het toegepast in tandpasta en cosmetica.

### Medicinaal gebruik
Uit Turks onderzoek is gebleken dat de thee van aarmunt mogelijkerwijs gebruikt zou kunnen worden bij de behandeling van een milde vorm van hirsutisme (te veel haargroei) bij vrouwen, doordat het het gehalte aan vrije testosteron in het bloed verlaagt, terwijl het totale gehalte aan testosteron en dehydro-epiandrosteron (DHEA) niet beïnvloed wordt.
Ook kan de thee gebruikt worden tegen maagpijn.